# Samuel Lambert
Pour les articles homonymes, voir Lambert.
Samuel Lambert, né Samuel Caïn à Lyon le 15 juin 1806 et mort à Bruxelles le 9 avril 1875, est un banquier belge et un artiste peintre.

## Biographie
Fils de Lambert Caïn (Pontpierre, 7 septembre 1767 - Paris, 9 mai 1854), Samuel Lambert s'installe en 1831 à Paris, où il se marie en 1835 avec la musicienne Jenny Low Levy (Paris, 15 octobre 1812 - Bruxelles, 28 avril 1865), dite Eugénie Lion, dont la mère épouse en secondes noces le financier Lazare Richtenberger (1792-1853). Le couple s'installe à Bruxelles en 1838, puis à Anvers vers 1850. Après la mort de Lazare Richtenberger, Samuel Lambert réside à Bruxelles.
De l'union de Samuel Lambert avec Jenny Low Levy naissent 
- Léonid Lambert (Paris, 29 décembre 1835 - 1918), qui épouse en 1855 à Bruxelles Mieczysław Epstein (Varsovie, 1833 - 1914) banquier et homme d'affaires,
- Marie Lambert (Bruxelles, 27 juillet 1841 - 1935), qui épouse en 1859 à Bruxelles Émile Vanderheym (Paris, 1833 - 1889),
- Alice Lambert (Anvers, 2 février 1850 - ), qui épouse en 1867 à Bruxelles Raphaël de Bauer (Buttenwiesen, 1843 - Bruxelles, 1916),
- Léon Lambert (Anvers, 1851 - Paris, 1919), qui épouse en 1882 à Paris Zoé Lucie de Rothschild (Paris, 1863 - 1916)

### Lambert, agent Rothschild
Samuel Lambert prend en 1843 la direction de la succursale d'Anvers de la maison Rothschild Frères, dont le siège de Bruxelles est dirigé par Lazare Richtenberger. Au décès de son beau-père en 1853, Samuel Lambert crée sa propre agence, avec des bureaux à Bruxelles et Anvers, sous le nom de "Lambert, agent Rothschild". À sa mort en 1875, son fils Léon reprend l'agence.